# Love 101
Love 101 é uma série de televisão turca dos gêneros comédia dramática e drama adolescente, criada por Meriç Acemi para a plataforma Netflix. A série apresenta Mert Yazıcıoğlu, Kubilay Aka, Alina Boz, Selahattin Paşalı, İpek Filiz Yazıcı, Pınar Deniz e Kaan Urgancıoğlu no elenco principal. Sua primeira temporada, consiste em 8 episódios, foi dirigida por Ahmet Katıksız e escrita por Meriç Acemi e Destan Sedolli. A série foi disponibilizada no catálogo da Netflix em 24 de abril de 2020. Em junho de 2020, a série foi renovada para uma segunda temporada com lançamento previsto para 2021.

## Enredo

### Primeira temporada
A história começa nos dias atuais em Istambul, quando uma mulher chamada Işık (Bade İşçil) chega a uma velha casa. Lá ela se lembra do passado e dos amigos de sua juventude.
Em 1998, um grupo de jovens (Eda, Osman, Sinan e Kerem) que estudavam em um colégio em Istambul corriam o risco de expulsão devido ao seu mau comportamento. Eles são muito diferentes de seus colegas de classe e, portanto, muito solitários. O diretor e a maioria dos professores estão contra eles, e apenas uma professora chamada Burcu (Pınar Deniz) faz o possível para proteger os jovens. No entanto, eles descobrem que Burcu será transferida, e isso significa que todos eles serão expulsos após sua partida. Para evitar isso, os alunos se unem e elaboram um plano: vão fazer Burcu se apaixonar para que ela fique em Istambul. De acordo com a lei, após o casamento, ela poderá escolher um local de trabalho por conta própria. Eles pedem ajuda a Işık, uma excelente aluna e uma garota de um enorme coração. Logo ela se torna parte do grupo. Essa união ajuda os alunos a mudarem para melhor, se entenderem, perceberem a importância da verdadeira amizade, encontrarem o amor e seu próprio caminho na vida. Ao mesmo tempo, o plano deles ajuda Burcu a mudar sua perspectiva de vida e encontrar o amor verdadeiro com um novo professor anti-social chamado Kemal (Kaan Urgancıoğlu).

## Elenco
- Mert Yazıcıoğlu como Sinan
- Kubilay Aka como Kerem
- Alina Boz como Eda
- Selahattin Paşalı como Osman
- İpek Filiz Yazıcı como Işık
- Pınar Deniz como Burcu
- Kaan Urgancıoğlu como Kemal
- Müfit Kayacan como Necdet
- Bade İşçil como Işık adulta
- Tuba Ünsal como Eda adulta

## Episódios

### Resumo
| Temporada | Temporada | Episódios | Episódios | Originalmente lançado  |
| --------- | --------- | --------- | --------- | ---------------------- |
|           | 1         | 8         | 8         | 24 de abril de 2020    |
|           | 2         | 8         | 8         | 30 de setembro de 2021 |

### Temporada 1 (2018)
| N.º na série | N.º na temp. | Título             | Dirigido por     | Escrito por | Exibição original   |
| --- | ------------ | ------------------ | ---------------- | ----------- | ------------------- |
| 1 | 1            | "Primeiro momento" | Ahmet Katıksız   | Meriç Acemi | 24 de abril de 2020 |
| Depois de muito aprontarem na escola, Eda, Osman, Sinan e Kerem percebem que a professora Burcu é sua única esperança contra a expulsão.                          |              |                    |                  |             |                     |
| 2 | 2            | "Admiração"        | Ahmet Katıksız   | Meriç Acemi | 24 de abril de 2020 |
| Com a ajuda de Işık, o grupo trama um encontro romântico entre Burcu e Kemal em um show de rock. Quando termina o show, Kemal oferece uma carona a Burcu.         |              |                    |                  |             |                     |
| 3 | 3            | "Luxúria"          | Ahmet Katıksız   | Meriç Acemi | 24 de abril de 2020 |
| Rola um clima entre Burcu e Kemal. Eda evita se aproximar de Kerem. Sinan continua relutando em se abrir com Işık.                                                |              |                    |                  |             |                     |
| 4 | 4            | "Saudade"          | Ahmet Katıksız   | Meriç Acemi | 24 de abril de 2020 |
| Işık incentiva Eda a correr atrás de seus sonhos. O grupo submete Tuncay a um teste e chega à conclusão de que ele não é digno de Burcu.                          |              |                    |                  |             |                     |
| 5 | 5            | "Afeto"            | Deniz Yorulmazer | Meriç Acemi | 24 de abril de 2020 |
| Osman atrai Tuncay para um esquema de negócios. Işık inventa uma desculpa para Burcu e Kemal trabalharem juntos.                                                  |              |                    |                  |             |                     |
| 6 | 6            | "Diversão"         | Deniz Yorulmazer | Meriç Acemi | 24 de abril de 2020 |
| Em uma noite regada a vinho, Eda, Işık e Burcu conversam sobre o amor. Já adulta, Işık relembra a noite em que o grupo comemorou seu aniversário no Bósforo.      |              |                    |                  |             |                     |
| 7 | 7            | "Mudança"          | Deniz Yorulmazer | Meriç Acemi | 24 de abril de 2020 |
| Tuncay dá uma notícia ruim a Burcu. Um incidente no novo laboratório da escola é a gota d'água para Necdet. Agora, a ameaça de expulsão do grupo parece ser real. |              |                    |                  |             |                     |
| 8 | 8            | "Momento especial" | Deniz Yorulmazer | Meriç Acemi | 24 de abril de 2020 |
| Os professores oferecem ao grupo uma última chance em troca de um pedido de desculpas diante de todos. Kemal e Burcu descobrem a verdade sobre a armação.         |              |                    |                  |             |                     |

## Recepção
Antes da estreia da série, foi alegado que o personagem Osman estava sendo usado para "propaganda homossexual" e "desvio". A Netflix negou quaisquer alegações. Os críticos, que assistiram aos 8 primeiros episódios da série e publicaram sobre isso em suas colunas, afirmaram que não existe tal personagem na série. Um processo judicial foi aberto pelo Centro de Comunicação Presidencial contra Love 101, após o qual uma decisão do Ministério Público apontou que a série foi publicada em uma plataforma que não é aberta ao público e exige taxas de adesão. Foi decidido que não havia espaço para investigação, acrescentando que as pessoas que aderiram a esta plataforma por vontade própria poderiam decidir assistir ou não à série com sua própria vontade.